# Metro de Bagdad
El Metro de Bagdad (en árabe: مترو بغداد), también conocido como Tren Elevado de Bagdad (en inglés: Baghdad Elevated Train, BET), es un proyecto de sistema ferroviario público de tránsito rápido que consta de un metro subterráneo y un ferrocarril elevado en Bagdad, capital de Irak. En julio de 2024 se anunció que un consorcio internacional formado por empresas francesas, españolas y turcas, así como el Deutsche Bank, recibió 17 500 millones de dólares para construir el Metro de Bagdad. Se estima que el proyecto estará terminado en mayo de 2029.

## Historia

### Origen
En 1983, Saddam Hussein puso en marcha el proyecto multimillonario del metro para aliviar la congestión del tráfico en las calles de Bagdad. Debido a la guerra entre Irán e Irak, el proyecto no pudo terminarse. El proyecto contemplaba dos líneas, de las cuales cada una presentaba dos rutas de inicio distintas. Estas rutas se interconectarían en una estación central, denominada "Khalani". De acuerdo a este plan, el sistema de metro de Bagdad habría quedado conformado de la siguiente manera:
| Línea 1 | Línea 2 |
| --- | --- |
| - Sadr City - Thawra - Saif Saad - Qunatira - Jolan Street - Quds Street - Zouhour Street - Monumento a los Mártires - Palestine Street - Talism Gate - Estación Bagdad Este - Port Said Street - Plaza Sabawi - Khalani (intercambio con la línea 2) - Shorjah - Amin Street - Medan - Sarafiya - Maghrib Street - Plaza Antar | - Masbah - Teatro Nacional - Plaza Mirjana - Plaza Firdaws - Plaza Nasir - Plaza Tahrir - Khalani (intercambio con la línea 1) - Mustansir Street - Haifa Street - Museo Nacional - Estación Internacional - Mutanabi - Mansour - 14th Ramadhan - Rabie'a Street |

En una conferencia de prensa en diciembre de 2002, el Secretario de Defensa de los Estados Unidos, Donald Rumsfeld, habló de "enormes kilómetros y kilómetros y kilómetros de túneles subterráneos" que impedían a las Naciones Unidas inspeccionar adecuadamente las existencias de armas de destrucción masiva de Saddam Hussein. Hussein al-Shahristani, un científico encarcelado por Saddam, dijo al programa 60 Minutes de la CBS: "Creemos que ahora son más de 100 kilómetros de una red muy compleja, de túneles de múltiples capas". Después de la invasión de Irak en 2003, no se encontraron armas de destrucción masiva.
Desde la guerra de Irak de 2003, los problemas de tráfico en Bagdad han aumentado significativamente, debido a la creación de la Zona Verde y la reducción de la regulación de la propiedad de automóviles. En noviembre de 2008, el alcalde de Bagdad, Sabir al-Isawi, anunció planes para una ampliación de dos líneas de los servicios de metro de la ciudad por un valor de 3000 millones de dólares, que se construirían en función de la financiación. Una línea iría desde Ciudad Sáder (antes llamada «Al-Thawra» o «Ciudad Saddam») hasta A'dhamiya, mientras que la otra uniría el centro de Bagdad con sus suburbios occidentales; cada línea tendría 20 estaciones. En febrero de 2011 se firmó un acuerdo con Alstom para la construcción de una línea de 25 km desde el centro de Bagdad hasta los suburbios del norte de Adhamiya, Al-Hurriya, Kadhimiya y Sha'ab. Más tarde, en 2011, Alstom y el gobierno iraquí firmaron un memorándum de entendimiento (MOU) para que Alstom diseñara, construyera y operara una línea ferroviaria de alta velocidad entre Bagdad y Basora.

### Desarrollo
En 2017, Metro Report afirmó que el gobierno iraquí y Alstom habían firmado ese año un memorándum de entendimiento para el desarrollo de proyectos ferroviarios urbanos en Bagdad y Basora, para una línea de tren ligero elevado de 20 km en Bagdad que uniría Mustansiriyah, Shaab, Wazireya, el puente Alsarafiya, Al-Khadumia, el aeropuerto Al-Muthanna y Allawi. En 2019 se confirmó que un consorcio franco-surcoreano comenzaría las obras del metro en 2020, con un coste de 2500 millones de dólares.
En febrero de 2022 se anunció que las obras comenzarían en el segundo trimestre de 2022 y finalizarían en 2027, después de que se hayan recaudado fondos suficientes para el proyecto en los presupuestos 2020-21 y el futuro presupuesto de 2022, que todavía estaba pendiente de aprobación. El anuncio se produjo después de la adjudicación de los proyectos al gigante francés del transporte Alstom y a Hyundai de Corea del Sur.
En diciembre de 2022 se anunció que el Metro de Bagdad se incluiría en el presupuesto del Ministerio de Transporte de 2023; el Metro tendrá 14 estaciones y 31 kilómetros de longitud y su construcción comenzaría en 2023 o 2024. Estaba previsto que se hiciera un anuncio sobre el proyecto en el primer trimestre de 2023.
A febrero de 2024, el plan propuesto actual consiste en trenes totalmente eléctricos y automatizados (sin conductor) que circulan por un sistema ferroviario que consta de una parte de túnel subterráneo y otra elevada. Incluye siete líneas principales con una longitud total de más de 148 kilómetros, 64 estaciones de metro, cuatro talleres y depósitos para trenes de depósito, varios Centros de Control de Operaciones (CCO) y siete Centrales Eléctricas Principales (CEP) con una capacidad de 250 megavatios, varias torres del Sistema Global de Comunicaciones Móviles (GSM). El metro estará equipado con cámaras de seguridad e Internet, así como con puertos USB para cargar aparatos móviles, y se asignarán compartimentos especiales para mujeres y niños, así como asientos para personas con necesidades especiales, mujeres embarazadas y ancianos. Las estaciones de metro estarán conectadas a otras redes de transporte público, como autobuses y taxis, y habrá 10 plazas de aparcamiento disponibles para los viajeros. La velocidad prevista del tren será de 80 a 140 km/h, con un estimado de 3,25 millones de pasajeros por día.
En julio de 2024 se anunció que un consorcio internacional formado por empresas francesas, españolas y turcas, así como el Deutsche Bank, recibió 17 500 millones de dólares para construir el Metro de Bagdad. El proyecto se basa en el esquema de diseño, construcción, financiación, operación, mantenimiento y transferencia, y se estima que estará terminado en mayo de 2029.